# Lisa Schischkowski
Lisa Schischkowski (* 20. Juni 1994) ist eine deutsche Grasskiläuferin. Sie erreichte bisher dreimal den zweiten Gesamtrang im Deutschlandpokal und nahm in der Saison 2010 erstmals an einem Weltcuprennen teil.

## Karriere
Lisa Schischkowski startet seit 2006 im Deutschlandpokal. In den Jahren 2009 und 2010 erreichte sie erstmals den zweiten Platz in der Damen-Gesamtwertung. Im Juni 2009 nahm sie in der Schweiz erstmals an FIS-Rennen teil, blieb nach zwei Ausfällen und einer Disqualifikation aber ohne Ergebnis. Bei der Juniorenweltmeisterschaft 2009 im tschechischen Horní Lhota u Ostravy erzielte sie Platzierungen im hinteren Feld, obgleich sie mit Platz vier im Slalom nur knapp hinter den Medaillenrängen blieb. Ihre nächsten FIS-Rennen bestritt Schischkowski im Mai 2010 in Altenseelbach. Dort wurde sie jeweils Sechste im Slalom und im Riesenslalom. Im Juli 2010 nahm sie auch am Weltcupriesenslalom in Goldingen teil und gewann mit dem sechsten und letzten Platz ihre ersten Weltcuppunkte, womit sie in der Gesamtwertung der Saison 2010 auf Platz 16 kam. In der Super-Kombination am nächsten Tag konnte sie wegen einer Trainingsverletzung nicht starten.
Ein weiteres Weltcuprennen fuhr Schischkowski am 7. August 2011 in Předklášteří. In diesem Slalom wurde sie jedoch im ersten Durchgang disqualifiziert. Bei der Weltmeisterschaft 2011 und der zugleich ausgetragenen Juniorenweltmeisterschaft in Goldingen blieb sie nach mehreren Ausfällen bzw. Disqualifikationen ohne Ergebnis. Bei der nächstjährigen Juniorenweltmeisterschaft 2012 in Burbach erzielte sie Rang neun im Slalom sowie jeweils Platz 13 im Riesenslalom und im Super-G. In der Super-Kombination wurde sie disqualifiziert. Daneben nahm Schischkowski im Jahr 2012 an mehreren FIS-Rennen, aber keinen Weltcuprennen teil. Im Deutschlandpokal erreichte sie 2012 erneut den zweiten Gesamtrang.

## Erfolge

### Juniorenweltmeisterschaften
- Horní Lhota u Ostravy 2009: 4. Slalom, 6. Riesenslalom, 8. Super-G, 10. Super-Kombination
- Burbach 2012: 9. Slalom, 13. Riesenslalom, 13. Super-G

### Weltcup
- Eine Platzierung unter den besten zehn

### Deutschlandpokal
- 2. Platz in der Gesamtwertung in den Jahren 2009, 2010 und 2012